# Great Ocean Road Open
Great Ocean Road Open – męski turniej tenisowy kategorii ATP Tour 250 zaliczany do cyklu ATP Tour, rozgrywany na kortach twardych w australijskim Melbourne w 2021 roku.
Zmagania odbywały się na kortach Melbourne Park, na których corocznie organizowany jest Australian Open, w tygodniu poprzedzającym ten turniej wielkoszlemowy. W 2021 roku, w związku z pandemią COVID-19, zawody stanowiły jeden z dwóch męskich turniejów przygotowujących do Australian Open 2021.

## Mecze finałowe

### Gra pojedyncza mężczyzn
| Rok  | Zwycięzca     | Finalista         | Wynik       |
| 2021 | Jannik Sinner | Stefano Travaglia | 7:6(4), 6:4 |

### Gra podwójna mężczyzn
| Rok  | Zwycięzcy                 | Finaliści                         | Wynik       |
| 2021 | Jamie Murray Bruno Soares | Juan Sebastián Cabal Robert Farah | 6:3, 7:6(7) |